# Rue César-Franck
Pour les articles homonymes, voir César Franck et Franck.
Ne doit pas être confondu avec Rue César Franck (Liège).
La rue César-Franck est une voie du 15e arrondissement de Paris, en France.

## Situation et accès
La rue César-Franck est une voie publique située dans le 15e arrondissement de Paris. Elle débute au 4, place de Breteuil et se termine au 5, rue Bellart.

## Origine du nom
Cette rue porte le nom du compositeur et organiste César Franck (1822-1890).

## Historique
La rue a été ouverte en 1900 sur l’emplacement des anciens abattoirs de Grenelle.
L'économiste Jean Fourastié vécut au no 10 de 1942 à 1978. Il y rédigea la plupart de ses ouvrages. Une plaque lui rend hommage.

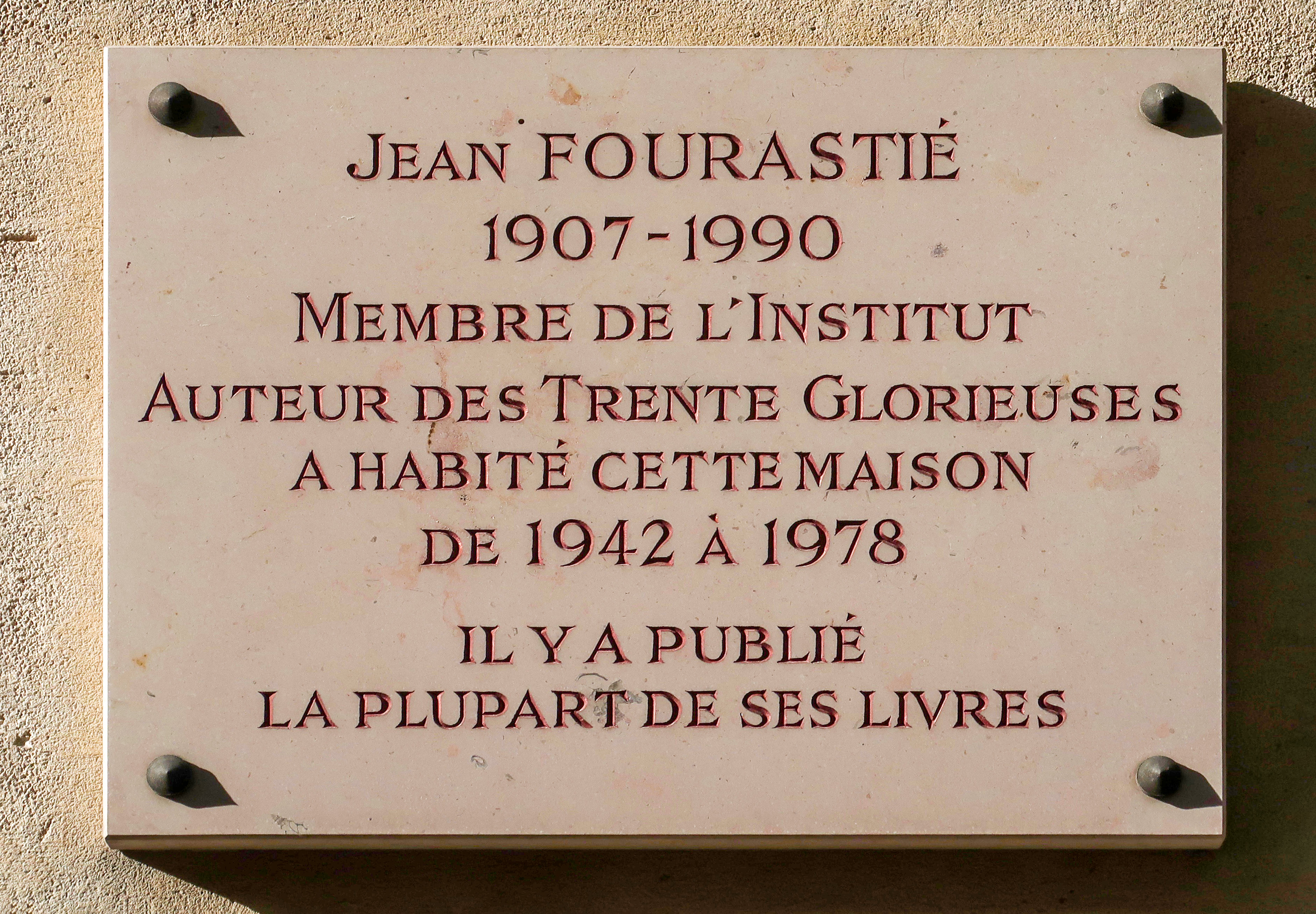
No 10.